# 裕德齡
裕德龄（1881年6月8日—1944年11月22日），慈禧太后的御前女官，在西方用英語出版回憶錄時以「德齡公主」（Princess Der Ling）為筆名。裕德龄是汉军旗人與法國人混血兒，後歸化美籍。

## 早年
1881年，德龄出生于湖北武昌，在兄妹五人中排行第三，在荆州、沙市长大。其父裕庚为汉军正白旗人，晚清官员。母亲路易莎·皮尔森是法国人（或称洋父华母所生的混血儿）。家族本姓徐，以随名姓的方式称裕德齡。1895年，父亲任出使日本特命全权大臣三年，后又任驻法公使三年。德龄随父在日本、法国生活六年，不但会外语，還具有开阔的视野和渊博的学识，精通各国国情，曾是现代舞蹈大师邓肯的弟子。作為天主教徒的德齡，幼年隨父親遊歷羅馬，期間獲教宗良十三世按手祝福。

## 女官生涯

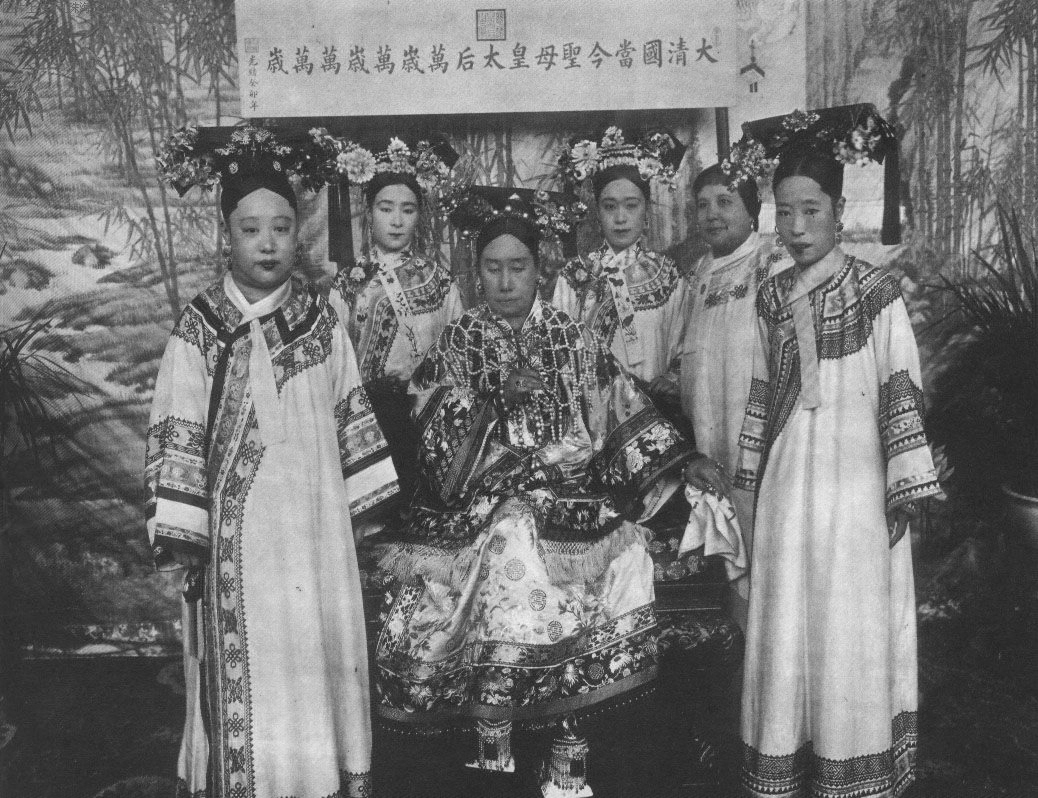
左起瑾妃、裕容龄、慈禧太后、德龄、德龄和容龄母路易莎·皮尔森、隆裕皇后

1902年冬，裕庚任满归国，被赏给太仆寺卿衔，留京养病。21岁的德龄随父回京。此时列強入侵，慈禧太后急欲讨好各国使节和他们的夫人，她从庆亲王奕劻口中得知裕庚的女儿通晓外文及西方礼仪，便下旨召裕庚夫人带同德齡、容齡姊妹入宫觐见，後來德齡与妹妹容龄一起成为紫禁城八女官之一，为慈禧与西方国家使节夫人们交往担任翻译。直到1905年3月因父病才离宫到上海。期间慈禧太后曾有意将其许配给荣禄之子巴龙，但为光绪帝设计解脱。《清代野記·卷下》則記載為，德齡姐妹因被發現將慈禧付給外國油畫畫師的酬金中飽私囊，而被驅逐出宮。

## 出宫之后
1907年5月21日，德龄与美国驻沪领事馆副领事迪厄斯·怀特结婚。1915年，随夫赴美。1912年她在上海生下她唯一的兒子，可其子在1933年因肺炎在紐約病逝，得年二十。
在美开始用英文撰写回忆录和纪实文学作品，披露了许多慈禧及清宫的生活情景和晚清政局见闻，都是第一手资料，很受西方读者欢迎（但亦有批評稱德齡所著謬誤頗多，如把將珍妃推入井中之事歸罪於李連英而非崔玉貴），也具有丰富的历史价值。著作被顾秋心、秦瘦鸥等译为中文，在《申报》等媒体上刊载，影响较大。德龄在《清宫二年记》称其父裕庚为公爵，自己为德龄公主。因外界质疑，改称郡主。然无官方记录可证实她被封为郡主。曾任清室记名御使的夏仁虎指“以上云云，特以自抬声价而已”。
抗战期间，德龄参与宋庆龄发起的保卫中国同盟活动。晚期則一個人獨居加州柏克萊市，擔任柏克萊大學的漢語教師。
1944年11月22日早晨，德龄在加州伯克利死于车祸，於Bancroft Way和Telegraph Ave交叉口被疾駛而來的雜貨卡車撞上。中华民国的官方通讯社——中央通訊社以《德龄公主撞车身死》为题予以报道。

## 親人
- 大哥，名号不详，《清代野记·卷下》称奎龄[4]
- 二哥，勛齡
- 四弟，馨齡，曾任自强学堂（武汉大学前身）提调
- 妹妹，容齡

## 著作
- 《清宫二年记》，1911年出版，第一本著作[5]
- 《清末政局回忆录》
- 《御苑兰馨记》
- 《瀛台泣血记》
- 《御香缥缈录》

## 文藝作品
- 香港話劇《德齡與慈禧》，剧中的德龄设定为在西方长大的清朝宗室公主[8]。
- 2002年中国大陆电视连续剧《十三格格》中，李小璐饰毓琳，原型即德龄
- 2006年中国大陆电视连续剧《德齡公主》中張晶晶飾裕德齡
- 2014年中国大陆电视连续剧《末代皇帝传奇》中孫耀琦飾德宁格格
- 2016年香港無綫电视连续剧《末代御醫》中蔚雨芯飾德齡

## 文獻
- Hammond, Kenneth James; Stapleton, Kristin Eileen. . Rowman & Littlefield, 2008. : 77. ISBN 9780742554665.